# لطف‌الله زارعی قنواتی
لطف‌الله زارعی قنواتی (زاده ۱۳۲۲ در بهبهان) سیاست‌مدار و مدیر ارشد اجرایی ایرانی است، که در دوره چهارم و دوره پنجم مجلس شورای اسلامی به‌عنوان نماینده حوزهٔ انتخابیهٔ بهبهان، از استان خوزستان در مجلس شورای اسلامی حضور داشت. وی در طول دوره های نمایندگی مجلس عضو کمیسیون ارشاد فرهنگ و هنر اسلامی و کمیسیون برنامه و بودجه مجلس شورای اسلامی بود . وی در دوره هایی رئیس آموزش و پرورش شهرستان بهبهان و فرماندار بهبهان و سرپرست مدارس ایرانیان در کشور کویت بود . همچنین در مقطعی مدیر کل بازرگانی سازمان صدا و سیمای جمهوری اسلامی بود .